# 18 شعبان
- السبت
- الأحد
- الاثنين
- الثلاثاء
- الأربعاء
- الخميس
- الجمعة

- 2525 يناير 2025
- 2626 يناير 2025
- 2727 يناير 2025
- 2828 يناير 2025
- 2929 يناير 2025
- 3030 يناير 2025
- 131 يناير 2025
- 21 فبراير 2025
- 32 فبراير 2025
- 43 فبراير 2025
- 54 فبراير 2025
- 65 فبراير 2025
- 76 فبراير 2025
- 87 فبراير 2025
- 98 فبراير 2025
- 109 فبراير 2025
- 1110 فبراير 2025
- 1211 فبراير 2025
- 1312 فبراير 2025
- 1413 فبراير 2025
- 1514 فبراير 2025
- 1615 فبراير 2025
- 1716 فبراير 2025
- 1817 فبراير 2025
- 1918 فبراير 2025
- 2019 فبراير 2025
- 2120 فبراير 2025
- 2221 فبراير 2025
- 2322 فبراير 2025
- 2423 فبراير 2025
- 2524 فبراير 2025
- 2625 فبراير 2025
- 2726 فبراير 2025
- 2827 فبراير 2025
- 2928 فبراير 2025

18 شعبان أو 18 شعبان المُعَظّم أو يوم 18 \ 8 (اليوم الثامن عشر من الشهر الثامن) هو اليوم الخامس والعُشرون بعد المائتين (225) من أيَّام السنة (أو السادس والعُشرون بعد المائتين لو كان شهر جمادى الآخرة مُتممًا لليوم الثلاثين أو السابع والعُشرون بعد المائتين لو أتم كلًا من صفر وربيع الآخر وجمادى الآخرة ثلاثين يومًا) وفق التقويم الهجري القمري (العربي). يبقى بعده 129 أو 130 يومًا لانتهاء السنة.

## أحداث
- 943هـ - مقتل سلطان كيلان أحمد خان بن حسن الكاركياني في ميدان صاحب آباد من تبريز، وهو آخر السلاطين الكاركيانية، وبموته انقضت هذه السلالة بعد أن زادت مدة ملكهم عن 280 سنة.
- 967هـ - الأسطول العثماني بقيادة طرغد باشا ينتصر على الأسطول الإسباني الصليبي في معركة جربة قرب تونس، في واحدة من كبرى المعارك البحرية في التاريخ العالمي في تلك الفترة، وقتل أكثر من ثلثي بحارة الأسطول الإسباني، في حين لم يسقط من العثمانيين سوى ألف قتيل فقط.
- 1048هـ - سقوط بغداد مرة أخرى بأيدي العثمانيين بقيادة السلطان مراد الرابع بعد حصارها لمدة 39 يومًا.
- 1293هـ - تولّي السلطان عبد الحميد الثاني عرش الدولة العثمانية، وهو السلطان الرابع والثلاثون في سلسلة خلفاء الدولة العثمانية، شهدت فترة ولايته أحداثًا جسامًا، فوقعت مصر وتونس في قبضة الاحتلال الأوروبي، وشغلته روسيا بحملات عسكرية متتابعة، وحاول بعث الحياة في جسد الدولة العثمانية، ودعا إلى مشروع الجامعة الإسلامية.
- 1361هـ - المشير الألماني رومل يشن هجومًا على القوات البريطانية المتمركزة في شمال أفريقيا خلال الحرب العالمية الثانية، وقد حالفه النصر في المراحل الأولى، ثم هزمه القائد البريطاني مونتجومري في معركة العلمين بعد حوالي سنتين.
- 1372هـ -
  - تنصيب الملك حسين ملكًا على الأردن ليتولى الحكم رسميًا بعد أبيه الملك طلال الذي تنازل عن العرش بسبب المرض.
  - تنصيب الملك فيصل الثاني ملكًا على العراق وذلك بعد انتهاء مدة وصاية خاله الأمير عبد الإله التي دامت 14 سنة.
- 1384هـ - تأميم الصناعات النفطية في سوريا.
- 1396هـ - وقوع معركة تل الزعتر في مخيم تل الزعتر.
- 1399هـ - مسلحون فلسطينيون يحتلون السفارة المصرية في تركيا احتجاجًا على اتفاقية كامب ديفيد بين مصر وإسرائيل.
- 1401 هـ - مقتل الدكتور مصطفى تشمران فيزيائي وسياسي ومن مؤسسي حركة أمل اللبنانية وأول وزير دفاع إيراني بعد الثورة الإسلامية في الحرب العراقية الإيرانية.
- 1406هـ - تنصيب البطريرك الماروني المنتخب نصر الله بطرس صفير بطريركًا على كرسي أنطاكية وسائر المشرق.
- 1408هـ - اختطاف طائرة الخطوط الجوية الكويتية «الجابرية» أثناء رحلتها من تايلاند إلى الكويت، ودامت عملية الاختطاف 16 يومًا قتل خلالها مواطنان كويتيان وألقيت جثتاهما من الطائرة.
- 1411هـ - ولي عهد ورئيس الوزراء الكويتي والحاكم العرفي العام الشيخ سعد العبد الله الصباح يعود إلى الكويت بعد تحريرها وسط استقبال شعبي من المواطنين الصامدين.
- 1421هـ - تأسيس سوق أبو ظبي للأوراق المالية.
- 1428هـ - رئيس مجلس النواب اللبناني نبيه بري وأثناء مشاركته في مهرجان ذكرى اختفاء الإمام موسى الصدر في بعلبك يقدم مبادرة للانتخابات الرئاسية تهدف لاختيار رئيس وفاقي.
- 1429هـ -
  - الرئيس الباكستاني برويز مشرف يستقيل من منصبه.
  - الأردن تفرج عن الأسرى الأردنيين سلطان العجلوني وأمين الصانع وخالد أبو غليون وسالم أبو غليون بموجب اتفاق يقضي بالأفراج عنهم بعد قضائهم مدة 18 شهر في السجون الأردنية بعد تسلمهم من السجون الإسرائيلية.
- 1431هـ - وقوع فياضانات جارفة في شمال باكستان تسببت في مقتل المئات وتشريد الآلاف من السكَّان.
- 1433هـ - الليبيون يتوجهون لصناديق الاقتراع لانتخاب أول برلمان بعد الثورة التي أطاحت بمعمر القذافي وأول انتخابات حرة منذ 43 سنة.
- 1436هـ - نادي الهلال السعودي يتوج بطلا لكأس خادم الحرمين الشريفين بعد غياب دام 26 عام.
- 1440هـ - الهيئة الوطنية للانتخابات في مصر، تعلن إقرار تعديلات دستورية، بعد مشاركة 44% من إجمالي الناخبين، وموافقة أكثر من 88% مقابل رفض حوالي 11% من إجمالي عدد الأصوات الصحيحة التي بلغت حوالي 97%.

## مواليد
- 1302هـ - حسين القديحي، فقيه ومحدث وشاعر وكاتب سعودي.
- 1309هـ - سيد درويش، فنان مصري.
- 1316هـ -
  - أم كلثوم، مطربة مصرية.
  - إبراهيم ناجي، شاعر مصري.
- 1326هـ - محمد مهدي بن إبراهيم السبزواري، عالم مسلم شيعي.
- 1342هـ - فتحي غانم، أديب وروائي مصري.
- 1347هـ - ملك الجمل، ممثلة مصرية.
- 1354هـ - الحسين بن طلال، ملك المملكة الأردنية الهاشمية.
- 1355هـ - حسن كامي، مغني أوبرا وممثل مصري.
- 1359هـ - برهان الدين رباني، رئيس أفغانستان.
- 1370هـ - وجنات الرهبيني، ممثلة سعودية.
- 1378هـ - أحمد داوود أوغلو، رئيس وزراء تركيا.
- 1385هـ - فراس إبراهيم، ممثل سوري.
- 1393هـ - وائل كفوري، مغني لبناني.
- 1402هـ - دينا حايك، مغنية لبنانية.
- 1405هـ - سوما، مغنية وممثلة مصرية.

## وفيات
- 943هـ - أحمد خان بن حسن الكاركياني، آخر سلاطين كيلان الكاركيانية.
- 1388 هـ - حسن حسني عبد الوهاب أديب ولغوي ومؤرخ تونسي.
- 1394هـ - عبد الحميد شومان، رجل أعمال أردني.
- 1401هـ -
  - عبد الواحد بن حسن بن علي الخنيزي القطيفي، شاعر وأديب سعودي.
- 1401 هـ - مصطفى تشمران فيزيائي وسياسي ومن مؤسسي حركة أمل اللبنانية وأول وزير دفاع إيراني بعد الثورة الإسلامية.
- 1402هـ - عبد الواحد الخنيزي، شاعر سعودي.
- 1436هـ - طارق عزيز، وزير الخارجية العراقية ونائب رئيس مجلس الوزراء سابقًا.
- 1440هـ - عبَّاسي مدني، مُقاوم جزائري وأحد مُؤسسي الجبهة الإسلامية للإنقاذ .
- 1442 هـ - كمال الجنزوري، سياسي مصري

## وصلات خارجية
- موقع قصة الإسلام: حدث في شهر شعبان.